# Віктор Девіс
Віктор Девіс (англ. Victor Davis, 10 лютого 1964 — 13 листопада 1989) — канадський плавець.
Олімпійський чемпіон 1984 року, призер 1988 року.
Чемпіон світу з водних видів спорту 1982, 1986 років.
Переможець Пантихоокеанського чемпіонату з плавання 1987 року.
Переможець Ігор Співдружності 1982, 1986 років.